# Sainte-Lizaigne
Sainte-Lizaigne település Franciaországban, Indre megyében. Lakosainak száma 1109 fő (2022. január 1.). Sainte-Lizaigne Les Bordes, Diou, Issoudun, Migny, Paudy és Saint-Georges-sur-Arnon községekkel határos.

## Népesség
A település népessége az elmúlt években az alábbi módon változott:
| Lakosok száma | 821  | 1002 | 1160 | 1212 | 1230 | 1205 | 1176 | 1161 | 1132 | 1109 |
|               | 1968 | 1982 | 1999 | 2006 | 2011 | 2015 | 2017 | 2018 | 2020 | 2022 |